# Ogyris abrota
Espèce
Ogyris abrota est une espèce d'insectes lépidoptères (papillons) appartenant à la famille des Lycaenidae, endémique d'Australie.

## Description
L'imago a une envergure d'environ 40 mm. La surface supérieure des ailes des mâles est pourpre avec des marges noires. Les femelles sont brunes avec une grosse tache crème sur les ailes antérieures.
La chenille est brun rosé avec des marques foncées.

## Répartition
Ogyris abrota est endémique d'Australie, où elle se rencontre dans le Queensland et en Nouvelle-Galles du Sud.

## Écologie
Les chenilles se nourrissent d’Amyema congener, Dendrophthoe vitellina, Muellerina celastroides et Muellerina eucalyptoides.
Myrmécophiles, elles sont soignées par des fourmis des genres Crematogaster, Rhytidoponera et Technomyrmex, ainsi que par Linepithema humile.